# علي بنور
علي بنور ممثل تونسي و عضو في مجلس نواب الشعب منذ 26 أكتوبر 2014 بعد ترشحه على رأس قائمة حزب آفاق تونس.

## السيرة
ولد علــي بـنـور سنة 1953 بمدينة بقالطة. تحصل على شهاد ة الباكالوريا من المعهد الثانوي فطومة بورقيبة بالمنستير وإجازة في العلوم السياسية والعلاقات الدولية والماجستير في القانون الدولي من بلجيكيا.
اشتغل باحثا في المعهد الوطني للأبحاث العلمية ببلجيكا ومستشار الأمم المتحدة و كانت له مهمات خاصة ببعض دول الشرق العربي. له عديد التجارب في التصرف في المؤسسات وبعثها من قطاعي النسيج والفلاحة.
ناشط بالمجتمع المدني ومحترف مهنة التمثيل حيث تقلد العديد من الأدوار المسرحية والسينمائية التونسية والأجنبية و جعل له ثقافة واسعة وسمعة طيبة ومعرفة جيدة لجهات الوطن والخارج. ا.

## الحياة الشخصية
متزوج وأب لخمسة أبناء

## فيلموغرافيا

### السينما
- 2011:
- ذهب أسود لجون جاك آنو
- حكايات تونسية لندى المازني حفيظ بدور رؤوف
- 2012: باب الفلة لمصلح كريم
- 2022: جزيرة الغفران لرضا الباهي

### التلفاز
- 1997: الحمامة والساقي لنور الدين شوشان
- 2001: ضفاير لالحبيب المسلماني
- 2002: قمرة سيدي المحروس لصلاح الدين الصيد بدور الدكتور سالم المردوم
- 2003:
- عند عزيز لصلاح الدين الصيد (ضيف شرف) بدور الهادي
- دروب المواجهة لعبد القادر الجربي بشخصيته الحقيقية
- 2004: حسابات وعقابات للحبيب المسلماني وعلي اللواتي
- 2005: عودة المنيار للحبيب المسلماني وعلي اللواتي
- 2006: حياة وأماني لمحمد الغضبان وحسن الغضبان وجمال الدين خليف بدر رجل الأعمال الهاشمي عبد الوارث
- 2007: كمنجة سلاّمة لحمادي عرافة وعلي اللواتي بدور حمدة
- 2007-2009: شوفلي حل لصلاح الدين الصيد وعبد القادر الجربي بدور الطيب
- 2008:بين الثنايا للحبيب المسلماني وجهاد الشارني ويونس الفارحي ومحرز الزين بدور حسن
- 2009:نجوم الليل (الموسم 1) لمديح بالعيد ومهدي نصرة بدور سي أحمد
- 2010:من أيام مليحة لعبد القادر الجربي بدور عبد البارئ
- 2012:
- نابوليون والمحروسة لشوقي الماجري (ضيف شرف)
- دار الوزير لصلاح الدين ويونس الفارحي وسامية عمامي (ضيف شرف) بدور بن حفصية
- لأجل عيون كاترين لحمادي عرافة ورفيقة بوجدي بدور سليم بلغيث
- 2013: الزوجة الخامسة للحبيب المسلماني وجمال الدين خليف بدور فريد عبد الماجد
- 2014: مكتوب لسامي الفهري
- 2014-2015: ناعورة الهواء لمديح بالعيد بدور حمودة بن سالم
- 2015:
- حكايات تونسية لندى المازني حفيظ
- آنا ويوسف لسينثيا ته توريني
- 2015-2016:
- نسيبتي العزيزة لصلاح الدين الصيد ويونس الفارحي (ضيف شرف الحلقات 5 و6 و8 و10 و15 و17 من الموسم 6) بدور خميس بولمعة
- أولاد مفيدة لسامي الفهري والصادق حلواس وسوسن الجمني بدور الهادي
- 2016:  بوليس حالة عادية لمجدي السميري وجميل النجار بدور وزير الداخلية
- 2016-2017: فلاشباك لمراد بالشيخ بدور سي خليفة المحواشي

### فيديوهات
- 2015:  ومضة إشهارية لجمعية تونسبوار من إخراج مديح بالعيد

## روابط خارجية
- علي بنور على موقع IMDb (الإنجليزية)
- علي بنور على موقع قاعدة بيانات الأفلام العربية
- علي بنور على موقع أول موفي (الإنجليزية)
- علي بنور على موقع كينوبويسك (الروسية)